# 布埃納埃斯佩蘭薩
布埃納埃斯佩蘭薩（西班牙語：Buena Esperanza），是阿根廷的城鎮，位於該國中北部聖路易省，是杜普伊總督縣的首府，海拔高度307米，每年平均降雨量600毫米，2010年人口2,933。